# Zwartzusters Ronse
Das Kloster der Zwartzusters von Ronse war eine der sozialen Klostergründungen des Mittelalters, welche sich in der Sorge um die Mitchristen bewährt hatten.

## Geschichte
In seinem Testament verfügte der Propst von St. Hermes, Petrus de Ligno, dass sein Haus und eine dazugehörige Rente für die Errichtung eines Frauenklosters, das sich in der Pflege der Kranken betätigen und der heiligen Anna geweiht sein solle, verwendet wird. Die klösterliche Gemeinschaft, die stets nur zehn Mitglieder zählte, wurde bereits am 5. September 1496 durch den Bischof von Cambrai, Henri de Berghes, approbiert und erhielt die Erlaubnis zur Annahme der Regel des heiligen Augustinus.
Das Vermögen des Klosters, wie auch sein laufenden Einkommen, scheinen eher beschränkt gewesen zu sein, da sie im 16. Jahrhundert einen Teil desselben aus dem Waschen von Paramenten erzielten und auch Mädchen, die sie unterrichteten, als Kostgängerinnen in ihr Haus aufnahmen. Vom Stadtmagistrat auch für das Unterrichten von Jungen bis zum zehnten Lebensjahr bezahlt, erwirbt die Gemeinschaft mit der Zeit einen bescheidenen Besitz in und außerhalb der Stadt. Doch scheint das Einkommen des Klosters immer noch nicht sehr gut gewesen zu sein, da sie sich 1547 vergeblich um ein Einkommen aus dem benachbarten Beginenhof, welcher nun ein Asyl für arme Männer und Frauen darstellte, bemühten.
Nachdem das Haus, das auch über eine eigene Kapelle verfügte, 1559 ein Opfer des Stadtbrandes wurde, zählte die Gemeinschaft zehn Jahre später nicht mehr als fünf Professen und zwei Novizinnen und sank bis 1592 gar auf drei Professen und zwei Novizinnen herab. Doch nahm das Kloster in den folgenden Jahren eine positive Entwicklung, so dass es bis 1653 auf nicht weniger als 18 Schwestern anstieg, wobei die Mehrheit, so wie es auch noch im kommenden Jahrhundert sein sollte, von wallonischer Herkunft war. Anscheinend blieb diese positive Entwicklung zum größten Teil auf Zahlen beschränkt, denn 1707 schrieb der Erzbischof einen Mahnbrief, in dem er unter anderem darauf drängte, dass die Schwestern erhaltenes Geld bei der Oberin abgeben, Besucher nicht wie bisher, besonders an Kirmestagen, zwei bis drei Tage im Kloster wohnen, der Schlüssel zum Gästetrakt nicht derselbe wie zu den Zellen der Schwestern sein solle und der Schlüssel auch nicht in der Aufbewahrung der Schwestern sein soll.
Zehn Jahre nach diesem Schreiben 16 Mitglieder zählend, wurde das Kloster am 16. November 1796 durch die französische Besatzung aufgehoben und der Besitz durch diese konfisziert. Nachdem sie kurze Zeit später wieder in ihr Kloster zurückkehren durften, mussten sie es am 19. Januar 1798 jedoch endgültig verlassen. Nachdem sie nun einige Jahre aus unserem Blickfeld verschwinden, eröffneten sie im Jahre 1801 eine Schule für 30 Kinder. Doch hatte die offiziell aufgehobene Gemeinschaft keinen allzu langen Bestand mehr, denn bereits 1810 kehrte die letzte Oberin in den Schoß ihrer Familie zurück.